# 26104 Masayukimori
26104 Masayukimori è un asteroide della fascia principale. Scoperto nel 1990, presenta un'orbita caratterizzata da un semiasse maggiore pari a 2,484481 UA e da un'eccentricità di 0,201355, inclinata di 9,696769° rispetto all'eclittica.